# Salto del Tequendama
Pour les articles homonymes, voir Tequendama.
Le Salto del Tequendama est un accident de la rivière Bogotá, situé en Colombie.
Cette chute d'eau de 132 m de haut est située à 30 km environ au sud-ouest de Bogota, dans la municipalité de San Antonio del Tequendama, mais la chute est administrativement gérée par la municipalité de Soacha. À côté de la chute se trouve un bâtiment qui dans le passé a été un hôtel et aujourd'hui est un musée, le Casa Museo Salto de Tequendama Biodiversidad y Cultura.

## La chute
La chute de 132 mètres est située dans une zone boisée brumeuse. Le niveau d'eau de la chute a été fortement affecté par la construction des barrages hydroélectriques de Charquitos et de Muña. Dans le passé, l'hôtel était une destination luxueuse, mais le développement incontrôlé de la ville de Bogota a pollué la rivière et l'hôtel a fermé.

## Les malades d'amour
Beaucoup d'habitants proches de l'hôtel disent que la chute a été un emplacement très populaire pour se suicider. Les « malades d'amour » se jetaient du haut de la chute.
La météo brumeuse et l'histoire font que le site a un air lugubre et mystérieux, et des légendes disent que l'hôtel (aujourd'hui le musée Casa Museo Salto del Tequendama) est hanté.